# Oneux
Oneux és un municipi francès situat al departament del Somme i a la regió dels Alts de França. L'any 2007 tenia 356 habitants.

## Demografia

### Població
El 2007 la població de fet d'Oneux era de 356 persones. Hi havia 136 famílies de les quals 31 eren unipersonals (12 homes vivint sols i 19 dones vivint soles), 43 parelles sense fills, 50 parelles amb fills i 12 famílies monoparentals amb fills.
La població ha evolucionat segons el següent gràfic:
Habitants censats

### Habitatges
El 2007 hi havia 161 habitatges, 143 eren l'habitatge principal de la família, 7 eren segones residències i 11 estaven desocupats. Tots els 160 habitatges eren cases. Dels 143 habitatges principals, 120 estaven ocupats pels seus propietaris, 20 estaven llogats i ocupats pels llogaters i 2 estaven cedits a títol gratuït; 4 tenien dues cambres, 17 en tenien tres, 35 en tenien quatre i 86 en tenien cinc o més. 111 habitatges disposaven pel capbaix d'una plaça de pàrquing. A 55 habitatges hi havia un automòbil i a 78 n'hi havia dos o més.

### Piràmide de població
La piràmide de població per edats i sexe el 2009 era:
| Homes | Edats   | Dones |
| ----- | ------- | ----- |
| 0     | 95 o +  | 0     |
| 0     | 90 a 94 | 8     |
| 0     | 85 a 89 | 4     |
| 0     | 80 a 84 | 4     |
| 12    | 75 a 79 | 4     |
| 4     | 70 a 74 | 12    |
| 12    | 65 a 69 | 12    |
| 8     | 60 a 64 | 0     |
| 8     | 55 a 59 | 12    |
| 4     | 50 a 54 | 12    |
| 12    | 45 a 49 | 8     |
| 8     | 40 a 44 | 8     |
| 16    | 35 a 39 | 8     |
| 0     | 30 a 34 | 0     |
| 16    | 25 a 29 | 20    |
| 4     | 20 a 24 | 12    |
| 8     | 15 a 19 | 12    |
| 12    | 10 a 14 | 0     |
| 4     | 5 a 9   | 4     |
| 4     | 0 a 4   | 4     |

## Economia

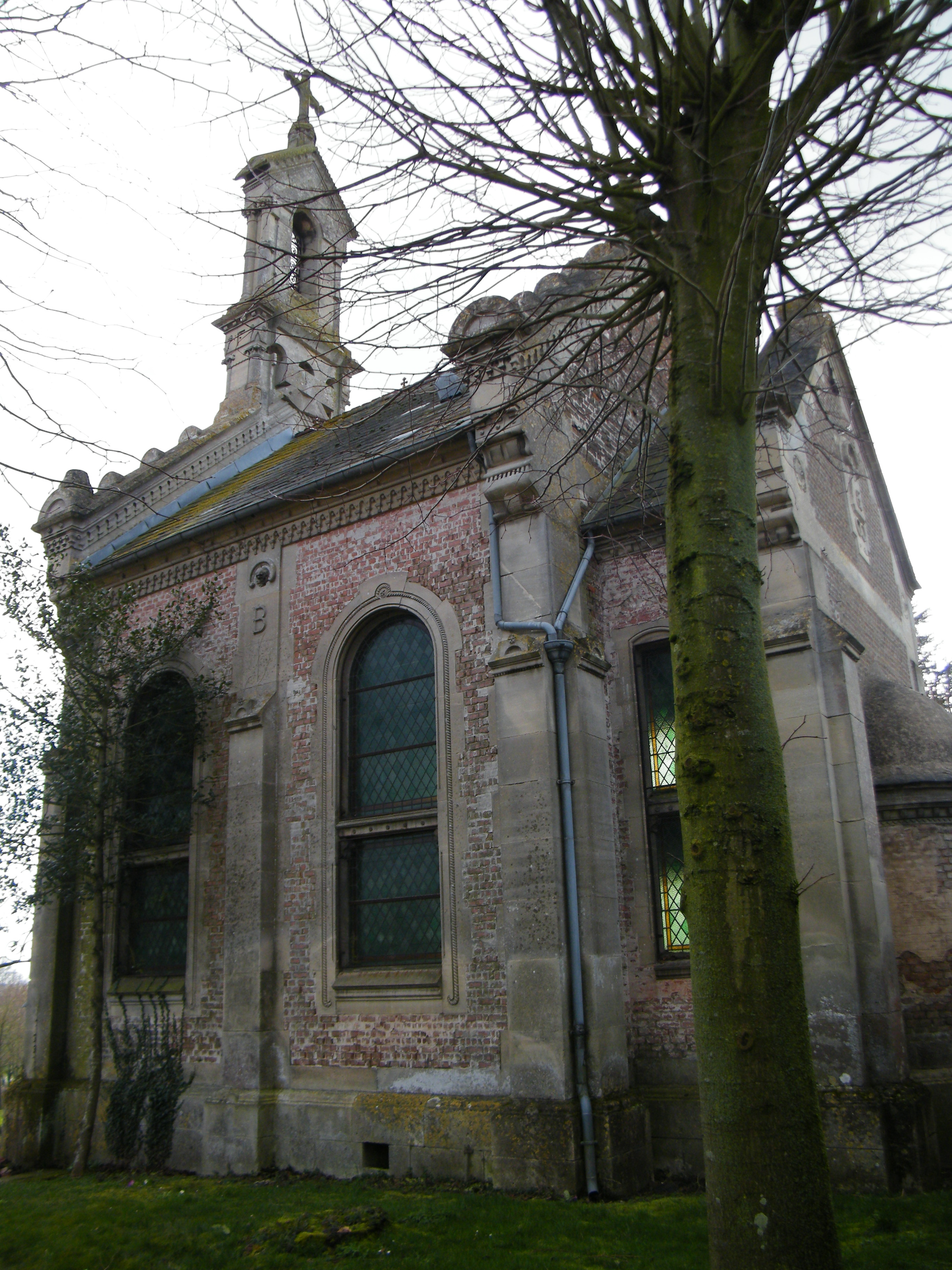
Església

El 2007 la població en edat de treballar era de 229 persones, 169 eren actives i 60 eren inactives. De les 169 persones actives 155 estaven ocupades (82 homes i 73 dones) i 14 estaven aturades (7 homes i 7 dones). De les 60 persones inactives 26 estaven jubilades, 15 estaven estudiant i 19 estaven classificades com a «altres inactius».

### Ingressos
El 2009 a Oneux hi havia 137 unitats fiscals que integraven 358 persones, la mediana anual d'ingressos fiscals per persona era de 16.749 €.

### Activitats econòmiques
Dels 6 establiments que hi havia el 2007, 1 era d'una empresa de fabricació d'altres productes industrials, 2 d'empreses de construcció, 1 d'una empresa de comerç i reparació d'automòbils, 1 d'una empresa immobiliària i 1 d'una entitat de l'administració pública.
Dels 2 establiments de servei als particulars que hi havia el 2009, 1 era una fusteria i 1 electricista.
L'any 2000 a Oneux hi havia 11 explotacions agrícoles que ocupaven un total de 685 hectàrees.

## Equipaments sanitaris i escolars

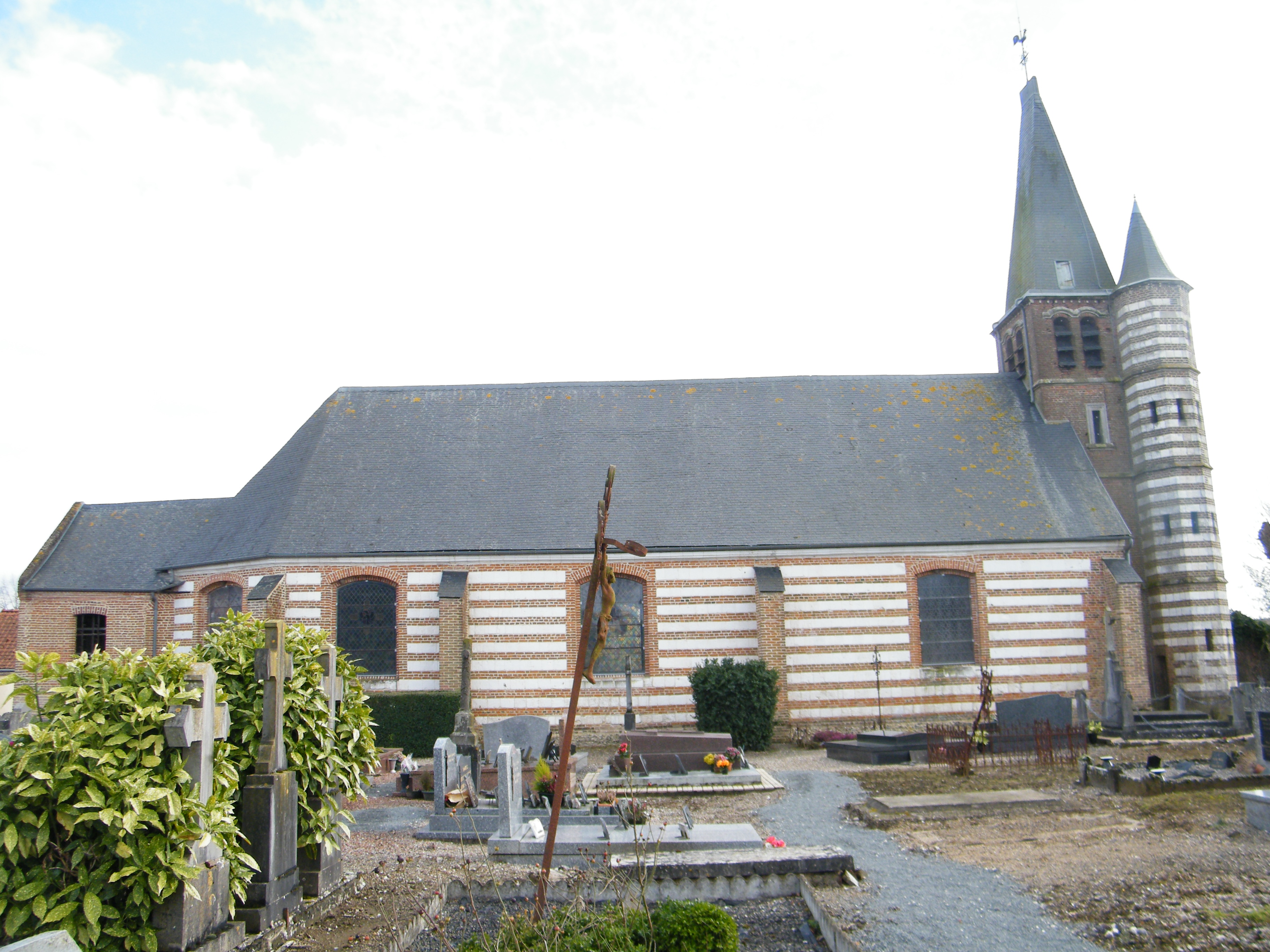

El 2009 hi havia una escola elemental integrada dins d'un grup escolar amb les comunes properes formant una escola dispersa.

## Poblacions més properes
El següent diagrama mostra les poblacions més properes.